# Onthophagus yubarinus
Onthophagus yubarinus är en skalbaggsart som beskrevs av Matsumura 1937. Onthophagus yubarinus ingår i släktet Onthophagus och familjen bladhorningar. Inga underarter finns listade i Catalogue of Life.